# ウィリアム・ティッセン＝アマースト (ハックニーの初代アマースト男爵)

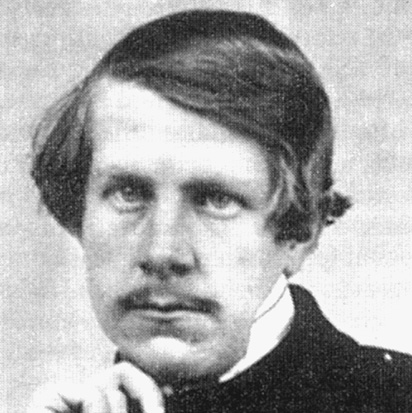
ハックニーの初代アマースト男爵ウィリアム・アマースト

ハックニーの初代アマースト男爵ウィリアム・アーマスト・ティッセン＝アマースト（英: William Amhurst Tyssen-Amherst, 1st Baron Amherst of Hackney、1835年4月25日 - 1909年1月16日）は、イギリスの政治家、貴族。

## 経歴
1835年4月25日にノーフォーク州長官を務めたウィリアム・ダニエル＝ティッセン（後にティッセン＝アマーストに改姓）とその妻メアリー（旧姓フォンティーン）の間の長男として生まれる
イートン校をへてオックスフォード大学クライスト・チャーチに進学。1852年の勅許で父とともにティッセン＝アマースト（Tyssen-Amhurst）に改姓した。
1866年にはノーフォーク州長官を務める。
1880年から1885年にかけて西ノーフォーク選挙区、1885年から1892年にかけて南西ノーフォーク選挙区から選出されて保守党の庶民院議員を務めた。
1892年8月26日に連合王国貴族ハックニーのアマースト男爵に叙せられ、貴族院議員に列した。この爵位は特別継承規定により娘メアリーとその男系男子への継承を認めていた。
1909年1月16日にロンドン・クイーンズゲートで死去。爵位は長女メアリー・セシルが継承した。彼女は第3代エクセター侯爵ウィリアム・セシルの三男ウィリアム・セシル卿に嫁いでおり、以降セシル家によって継承されていく。

## 栄典

### 爵位
1892年8月26日に以下の爵位を新規に与えられる。
- ロンドン州におけるハックニーの初代ハックニーのアマースト男爵 （1st Baron Amherst of Hackney, of Hackney in the County of London）
(勅許状による連合王国貴族爵位。特別継承規定で長女への継承を認める)

## 家族
1856年に海軍軍人ロバート・ミットフォード海軍大将の娘マーガレットと結婚。彼女との間に以下の7人の娘を儲けた。
- 長女メアリー・ロシズ・マーガレット・ティッセン＝アマースト （1857年 - 1919年） - 2代ハックニーのアマースト女男爵位を継承。ウィリアム・セシル卿（英語版）と結婚
- 次女シビル・マーガレット・ティッセン＝アマースト （1858年 - 1926年）
- 三女フローレンス・マーガレット・ティッセン＝アマースト （1860年 - 1946年）
- 四女マーガレット・ミットフォード・ティッセン＝アマースト （1864年 - 1923年）
- 五女アリシア・マーガレット・ティッセン＝アマースト （1865年 - 1941年） - 初代ロックリー男爵イヴリン・セシルと結婚
- 六女ジェラルディン・マーガレット・ティッセン＝アマースト （1867年 - 1956年） - マルコム・ドラモンドと結婚
- 七女ベアトリス・マーガレット・ティッセン＝アマースト （1869年 - 1881年）